# Fahrstraßenprüfung und -überwachung
Unter der Fahrstraßenprüfung und -überwachung (FPÜ) versteht man eine Funktionalität in elektronischen Stellwerken, mit der der Bediener im Falle einer Störung prüfen kann, welche Elemente das vollständige Bilden einer Fahrstraße verhindern.
Sie wurde eingeführt, um den Bahnbetrieb sicherer zu machen. Wenn eine Fahrstraße nicht oder nicht vollständig einläuft, etwa wenn die Umstellungen der Weichen im jeweiligen Bereich nicht automatisch bestätigt werden oder die Anlage einen Fahrweg nicht als frei ansieht, kann sich der Bediener durch das Kommando FP die gestörten Elemente anzeigen lassen. Er kann einzelne Elemente von Hand mit dem Kommando FPÜ hilfsumgehen, wenn er die betrieblichen Ersatzmaßnahmen getroffen hat. In diesem Fall kann er auf Basis einer hinreichend geprüften und gesicherten Fahrstraße ein Ersatzsignal oder Vorsichtsignal erteilen.
FPÜ stand in neu gebauten Siemens-ESTW ab Mitte 1995 zur Verfügung, das erste damit ausgestattete Stellwerk war Hagen Hbf. Das erste Stellwerk von Alcatel SEL mit FPÜ war Erfurt Hbf im Jahr 2002. Das erste Bombardier-Stellwerk mit FPÜ war Mannheim-Rheinau ab dem Jahr 2009.